# Hex (TV-serie)
Hex är en brittisk TV-serie som började sändas i Storbritannien på hösten 2004 i kanalen Sky One. Serien rör sig inom genrerna övernaturligt, skräck, drama och fantasi. I Sverige visas serien i TV6. Sky One markerade serien som "brittiska Buffy".

## Skådespelare i urval
- Christina Cole
- Jemima Rooper
- Jamie Davis
- Amber Sainsbury
- Zoe Tapper
- Jemima Abey
- Laura Pyper
- Colin Salmon